# Hanna Söderlund-Hammar
Hanna Söderlund-Hammar, född den 2 januari 1882 i Lannaskede socken, död den 19 december 1959 i Helsingborg, var en svensk författare.

## Biografi
Föräldrar var kyrkoherden Gustaf Söderlund och Emelie Strömbom. Hon gifte sig 1912 med folkskolläraren Hilding J. Hammar. 
I hennes berättelser skildras det strävsamma livet på främst småländsk, men även skånsk, landsbygd. Algot Werin betecknar i Ord och bild författarskapet som flärdlöst och absolut förtroendeingivande.